# .bl
.bl là tên miền quốc gia cấp cao nhất chưa được sử dụng, rất có thể được tạo ra để dành cho Saint Barthélemy, theo quyết định vào ngày 21 tháng 9 năm 2007 của Cơ quan Bảo trì ISO 3166 trong đó gán BL làm mã ISO 3166-1 alpha-2 cho Saint Barthélemy. Quyết định này là kết quả của việc Saint Barthélemy có vai trò mới là một lãnh thổ hải ngoại của Pháp bắt đầu từ ngày 15 tháng 7 năm 2007. Hiện nay Saint Barthélemy đang sử dụng tên miền của Guadeloupe, .gp và của Pháp, .fr.